# Тромбон
Тромбон е музикален инструмент от групата на медните духови инструменти. Името му идва от италианската дума tromba (тромпет) и one (голям), или буквално преводът му означава голям тромпет.
Той е известен от XV век. Отличава се със сплесканата си S-образна тръба (цуг-тромбон),  с помощта на която музикантът изменя обема на въздуха в инструмента и може да изсвири различни ноти.